# VI millennio a.C.
Il VI millennio a.C. inizia il 1º gennaio dell'anno 6000 a.C. e termina il 31 dicembre dell'anno 5001 a.C. incluso.

## Eventi
- Antico Egitto:
  - circa 6000 a.C. – Comparsa dell'agricoltura nel bacino del Nilo
- Italia:
- Mesopotamia
  - circa 5400 a.C. - Prime irrigazioni artificiali nella mezzaluna fertile.
- Asia minore
  - circa 6000 a.C. – Secondo una recente teoria, probabile periodo di formazione dello stretto del Bosforo e conseguente catastrofica inondazione del Mar Nero da parte delle acque del Mar Mediterraneo.
  - 5880 a.C. - Distruzione di  Çatalhöyük
- Europa:
  - circa 6000 a.C. - Sicilia orientale: comparsa della civiltà di Stentinello (detta cultura di Stentinello), sul lato nord della futura Siracusa
  - 5200 a.C. - Arcipelago maltese: primi insediamenti e apparizione della cultura di Għar Dalam sull'isola di Malta
- Cina
  - circa 6000 a.C. – Insediamenti della cultura di Cishan in Cina
- Corea
  - circa 6000 a.C. – Età neolitica nella Corea settentrionale.